# Prototípus
A prototípus egy korai fázisban lévő termék modellje, amelyet azért készítettek, hogy tesztelje a koncepció hatékonyságát. Egy fejlesztésben lévő termék első példánya, amely megelőzi a sorozatban készült terméket. A fogalmat széles körben használják, például a szemantika, az elektronika, a tervezés és a szoftver programozás terén. A prototípus arra szolgál, hogy műszaki adatokat nyújtson egy valódi, működő rendszer számára. 
A szó a görög πρωτότυπον (prototüpón, "primitív forma") szóból származik, ez a szó pedig a görög πρῶτος protos ("első") és a τύπος tüposz ("benyomás") szavak keresztezése.
Fontos tudni, hogy a prototípusok rosszabb minőségűek, mint a kész termék. Az anyagok és a készítés különbsége miatt lehetséges, hogy egy prototípus nem működik megfelelően, míg a kész termék igen. A prototípusok működhetnek megfelelően, miközben az elkészült terméknek lehetnek hibái, ugyanis a prototípusok anyagai és készítése néha jobban működhetnek, mint a tömeges termelés.
Összességében lehet arra számítani, hogy a külön-külön prototípusok költsége nagyobb, mint a kész terméké az anyagok és a készítés kisebb hatékonysága miatt. A prototípusokat arra is használják, hogy átnézzék a tervezést a költségek csökkentése érdekében.
A prototípus tesztelést lehetséges arra használni, hogy csökkentse annak a kockázatát, hogy egy elképzelés nem működik megfelelően, viszont a prototípusok általában nem tudják megszüntetni az összes kockázatot.